# Lipotriches fulvinerva
Lipotriches fulvinerva là một loài Hymenoptera trong họ Halictidae. Loài này được Cameron mô tả khoa học năm 1907.